# Cú muỗi châu Á
Cú muỗi châu Á (tên khoa học: Caprimulgus asiaticus) là một loài chim trong họ Caprimulgidae.